# Жуковский район (Брянская область)
Жу́ковский райо́н — административно-территориальная единица в Брянской области России. В границах района образован одноимённый муниципальный округ.
Административный центр — город Жуковка.

## География
Расположен на севере области.  Площадь района — 1114 км².
Реки:
| №  | Название   | Общая длина, км | Приток реки (п - правый, л - левый) | Другие районы протекания в области                                       |
| -- | ---------- | --------------- | ----------------------------------- | ------------------------------------------------------------------------ |
| 1  | Десна      | 1187            | Днепр (л)                           | Рогнединский, Дубровский, Брянский, Выгоничский, Навлинский, Трубчевский |
| 2  | Ветьма     | 112             | Десна (л)                           | Дятьковский                                                              |
| 3  | Серижа     | 29              | Десна (л)                           | Дятьковский                                                              |
| 4  | Угость     | 26              | Десна (л)                           | Клетнянский                                                              |
| 5  | Добротовка | 22              | Рошь (л)                            | Жирятинский                                                              |
| 6  | Березна    | 21              | Ветьма (л)                          | Дятьковский                                                              |
| 7  | Ржаница    | 14,6            | Десна (л)                           |                                                                          |
| 8  | Столбянка  | 13,2            | Угость (п)                          |                                                                          |
| 9  | Рача       | 11,4            | Десна (л)                           |                                                                          |
| 10 | Песочня    | 10,4            | Десна (п)                           |                                                                          |

Жирным выделены реки длиной более 100 км.
Основные водоёмы:
| № | Название                         | Генезис         | Площадь, га | Наибольшая глубина, м |
| - | -------------------------------- | --------------- | ----------- | --------------------- |
| 1 | Пруд на р.Угость (с.Белоголовль) | русловый пруд   | 87          | н.д.                  |
| 2 | Озеро Ореховое (Коляное)         | пойменное озеро | 43...45     | 5,0                   |
| 3 | Пруд на р.Вымкла (д.Нешковичи)   | русловый пруд   | 42          | н.д.                  |
| 4 | Озеро Бечино (Вщижское)          | пойменное озеро | 36...40,4   | бол. 2,5              |
| 5 | Озеро Бездонное                  | карстовое озеро | 14,5        | 22,0                  |
| 6 | Озеро Святое (Круглое)           | карстовое озеро | 9,2         | 15,3                  |

Жирным выделены памятники природы областного значения.

## История
Жуковский район был образован в 1929 году в составе Западной области. С 27 сентября 1937 года Жуковский район вошёл в состав Орловской области. 5 июля 1944 года Указом Президиума Верховного Совета СССР была образована Брянская область, в состав которой, наряду с другими, был включен и Жуковский район.
22 ноября 1957 года к Жуковскому району была присоединена часть территории упразднённого Жирятинского района.
7 августа 2020 года преобразован в муниципальный округ.

## Население
| 2002    | 2009    | 2010    | 2011    | 2012    | 2013    | 2014    | 2015    | 2016    |
| ------- | ------- | ------- | ------- | ------- | ------- | ------- | ------- | ------- |
| 39 770  | ↘37 138 | ↘36 983 | ↘36 900 | ↘36 520 | ↘36 056 | ↘35 441 | ↘35 109 | ↘34 929 |
| 2017    | 2018    | 2019    | 2020    | 2021    |         |         |         |         |
| ↘34 682 | ↘34 348 | ↘33 795 | ↘33 350 | ↗33 943 |         |         |         |         |

### Урбанизация
В городских условиях (город Жуковка) проживают  51,93 % населения района.
Крупнейшее село района — Ржаница — с 1963 по 2003 год имело статус посёлка городского типа.

### Национальный состав
По итогам переписи населения 2020 года проживали следующие национальности (национальности менее 0,1 % и другое, см. в сноске к строке «Другие»):
| Национальность | Численность, чел. | Доля     |
| -------------- | ----------------- | -------- |
| Русские        | 31 469            | 92,70 %  |
| Азербайджанцы  | 233               | 0,69 %   |
| Цыгане         | 201               | 0,59 %   |
| Украинцы       | 152               | 0,45 %   |
| Армяне         | 81                | 0,24 %   |
| Узбеки         | 70                | 0,21 %   |
| Молдаване      | 40                | 0,12 %   |
| Татары         | 38                | 0,11 %   |
| Белорусы       | 37                | 0,11 %   |
| Курды          | 34                | 0,10 %   |
| Другие         | 1588              | 4,68 %   |
| Итого          | 33 943            | 100,00 % |

## Административно-муниципальное устройство
Жуковский район в рамках административно-территориального устройства области, включает 10 административно-территориальных единиц, в том числе 1 городской административный округ и 9 сельских административных округов.
До 2020 года Жуковский муниципальный район включал одно городское и девять сельских поселений:
| №  | Муниципальное образование              | Административный центр     | Количество населённых пунктов | Население (чел.) | Площадь (км²) |
| -- | -------------------------------------- | -------------------------- | ----------------------------- | ---------------- | ------------- |
| 1  | Жуковское городское поселение          | город Жуковка              | 8                             | ↘17 388          | 74,40         |
| 2  | Гришинослободское сельское поселение   | деревня Гришина Слобода    | 13                            | ↘1530            | 144,87        |
| 3  | Заборско-Никольское сельское поселение | деревня Никольская Слобода | 7                             | ↘1082            | 64,85         |
| 4  | Крыжинское сельское поселение          | село Крыжино               | 9                             | ↘1307            | 108,80        |
| 5  | Летошницкое сельское поселение         | деревня Летошники          | 12                            | ↗1924            | 177,10        |
| 6  | Овстугское сельское поселение          | село Овстуг                | 5                             | ↘1107            | 77,96         |
| 7  | Ржаницкое сельское поселение           | село Ржаница               | 4                             | ↘5080            | 107,20        |
| 8  | Троснянское сельское поселение         | посёлок Тросна             | 5                             | ↘1733            | 95,16         |
| 9  | Ходиловичское сельское поселение       | деревня Петуховка          | 15                            | ↘1046            | 187,14        |
| 10 | Шамординское сельское поселение        | деревня Шамордино          | 8                             | ↘1153            | 77,10         |

## Населённые пункты
Распределение населения района:
 Жуковка  (51,93 %) Ржаница (12,56 %) Тросна  (4,83 %) Никольская Слобода  (3,29 %) Гришина Слобода (2,86 %) Остальные (24,53 %)
В районе 86 населённых пунктов:
| №  | Населённый пункт   | Тип     | Население | Муниципальное образование              |
| -- | ------------------ | ------- | --------- | -------------------------------------- |
| 1  | Александровка      | деревня | ↘5        | Ходиловичское сельское поселение       |
| 2  | Балтика            | посёлок | ↘8        | Летошницкое сельское поселение         |
| 3  | Белоглавая         | посёлок | →62       | Летошницкое сельское поселение         |
| 4  | Белоголовль        | село    | ↘220      | Крыжинское сельское поселение          |
| 5  | Бережки            | деревня | ↘15       | Ходиловичское сельское поселение       |
| 6  | Берёзовка          | деревня | ↘2        | Гришинослободское сельское поселение   |
| 7  | Богачевка          | посёлок | →3        | Ходиловичское сельское поселение       |
| 8  | Большак            | посёлок | ↘111      | Летошницкое сельское поселение         |
| 9  | Быковичи           | деревня | ↘283      | Крыжинское сельское поселение          |
| 10 | Велея              | деревня | ↗25       | Гришинослободское сельское поселение   |
| 11 | Верещовский        | посёлок | ↘41       | Шамординское сельское поселение        |
| 12 | Вилейский          | посёлок | →0        | Троснянское сельское поселение         |
| 13 | Вщиж               | село    | →41       | Шамординское сельское поселение        |
| 14 | Вышковичи          | деревня | ↗77       | Заборско-Никольское сельское поселение |
| 15 | Глинки             | деревня | ↘53       | Жуковское городское поселение          |
| 16 | Гостиловка         | посёлок | ↘711      | Летошницкое сельское поселение         |
| 17 | Гришина Слобода    | деревня | ↗972      | Гришинослободское сельское поселение   |
| 18 | Дубрава            | посёлок | ↘0        | Ходиловичское сельское поселение       |
| 19 | Дуброславичи       | деревня | →1        | Овстугское сельское поселение          |
| 20 | Дятьковичи         | село    | ↗99       | Шамординское сельское поселение        |
| 21 | Жуковка            | город   | ↗17 628   | Жуковское городское поселение          |
| 22 | Загорка            | деревня | →0        | Гришинослободское сельское поселение   |
| 23 | Задубравье         | деревня | ↘360      | Шамординское сельское поселение        |
| 24 | Зерновка           | деревня | →0        | Ходиловичское сельское поселение       |
| 25 | Казариновка        | деревня | ↗14       | Гришинослободское сельское поселение   |
| 26 | Ким                | деревня | →1        | Ходиловичское сельское поселение       |
| 27 | Кончино            | посёлок | →0        | Ходиловичское сельское поселение       |
| 28 | Коробовка          | деревня | ↗12       | Гришинослободское сельское поселение   |
| 29 | Косилово           | деревня | ↘311      | Ходиловичское сельское поселение       |
| 30 | Кочева             | деревня | ↘6        | Заборско-Никольское сельское поселение |
| 31 | Красная            | посёлок | →46       | Летошницкое сельское поселение         |
| 32 | Красный Бор        | посёлок | ↘348      | Ржаницкое сельское поселение           |
| 33 | Круча              | деревня | →13       | Гришинослободское сельское поселение   |
| 34 | Крыжино            | село    | ↘339      | Крыжинское сельское поселение          |
| 35 | Латыши             | посёлок | ↘431      | Жуковское городское поселение          |
| 36 | Леденёво           | деревня | ↘373      | Крыжинское сельское поселение          |
| 37 | Лелятино           | деревня | →1        | Летошницкое сельское поселение         |
| 38 | Летошники          | деревня | ↘736      | Летошницкое сельское поселение         |
| 39 | Логвани            | деревня | →0        | Гришинослободское сельское поселение   |
| 40 | Матрёновка         | деревня | ↘0        | Ходиловичское сельское поселение       |
| 41 | Меловка            | посёлок | ↘242      | Летошницкое сельское поселение         |
| 42 | Мосток             | деревня | ↗210      | Жуковское городское поселение          |
| 43 | Небольсинский      | посёлок | ↘85       | Ржаницкое сельское поселение           |
| 44 | Неготино           | деревня | →36       | Овстугское сельское поселение          |
| 45 | Нешковичи          | деревня | ↗81       | Крыжинское сельское поселение          |
| 46 | Никитенка          | деревня | ↘10       | Гришинослободское сельское поселение   |
| 47 | Николаевка         | деревня | →5        | Ходиловичское сельское поселение       |
| 48 | Никольская Слобода | деревня | ↗1118     | Заборско-Никольское сельское поселение |
| 49 | Новая Буда         | деревня | ↗14       | Заборско-Никольское сельское поселение |
| 50 | Новоселье          | деревня | ↘24       | Заборско-Никольское сельское поселение |
| 51 | Новые Месковичи    | деревня | ↗104      | Жуковское городское поселение          |
| 52 | Овстуг             | село    | ↗734      | Овстугское сельское поселение          |
| 53 | Озерище            | посёлок | →5        | Крыжинское сельское поселение          |
| 54 | Олсуфьево          | посёлок | ↘608      | Гришинослободское сельское поселение   |
| 55 | Ольховка           | деревня | ↘2        | Заборско-Никольское сельское поселение |
| 56 | Орловка            | деревня | ↗52       | Жуковское городское поселение          |
| 57 | Остров             | деревня | ↗29       | Гришинослободское сельское поселение   |
| 58 | Первомайский       | посёлок | ↘10       | Летошницкое сельское поселение         |
| 59 | Песочня            | деревня | ↘48       | Шамординское сельское поселение        |
| 60 | Петуховка          | деревня | ↘389      | Ходиловичское сельское поселение       |
| 61 | Поляковка          | хутор   | ↗273      | Троснянское сельское поселение         |
| 62 | Похвальный         | посёлок | ↘34       | Троснянское сельское поселение         |
| 63 | Приютино           | деревня | →33       | Ходиловичское сельское поселение       |
| 64 | Речица             | село    | ↘471      | Овстугское сельское поселение          |
| 65 | Ржаница            | село    | ↘4262     | Ржаницкое сельское поселение           |
| 66 | Саково             | деревня | ↗52       | Ходиловичское сельское поселение       |
| 67 | Сельцо-Рудное      | деревня | →0        | Овстугское сельское поселение          |
| 68 | Сидоровка          | деревня | ↘81       | Жуковское городское поселение          |
| 69 | Силеевка           | деревня | ↘10       | Летошницкое сельское поселение         |
| 70 | Слободской         | посёлок | ↘15       | Троснянское сельское поселение         |
| 71 | Старое Лавшино     | деревня | →0        | Ржаницкое сельское поселение           |
| 72 | Старые Месковичи   | деревня | ↘70       | Жуковское городское поселение          |
| 73 | Стибково           | деревня | ↘45       | Крыжинское сельское поселение          |
| 74 | Сума               | деревня | →2        | Заборско-Никольское сельское поселение |
| 75 | Тенешево           | посёлок | →35       | Летошницкое сельское поселение         |
| 76 | Титовка            | деревня | ↘7        | Гришинослободское сельское поселение   |
| 77 | Токарёво           | село    | →0        | Шамординское сельское поселение        |
| 78 | Томиловичи         | посёлок | ↘1        | Шамординское сельское поселение        |
| 79 | Тросна             | посёлок | ↗1638     | Троснянское сельское поселение         |
| 80 | Трубачи            | деревня | ↘13       | Гришинослободское сельское поселение   |
| 81 | Угость             | посёлок | ↘7        | Летошницкое сельское поселение         |
| 82 | Упрусы             | деревня | ↘50       | Крыжинское сельское поселение          |
| 83 | Фошня              | село    | ↘10       | Ходиловичское сельское поселение       |
| 84 | Ходиловичи         | деревня | ↗338      | Ходиловичское сельское поселение       |
| 85 | Цветники           | посёлок | ↗99       | Крыжинское сельское поселение          |
| 86 | Шамордино          | деревня | ↘658      | Шамординское сельское поселение        |

## Экономика
Промышленность сконцентрирована в райцентре Жуковка.

## Официальные символы (герб и флаг)
Положение об официальных символах (гербе и флаге) Жуковского муниципального округа Брянской области утверждено решением Совета народных депутатов Жуковского муниципального округа от 08.06.2023 №552/41-1. Решением Геральдического Совета при Президенте Российской Федерации (Протокол № 113-КТ от 28 июня 2023 года) герб и флаг Жуковского муниципального округа внесены в Государственный геральдический регистр Российской Федерации с присвоением регистрационных номеров 14305 и 14306, соответственно.
Геральдическое описание (блазон) герба Жуковского муниципального округа гласит:
«В дважды рассеченном зеленом, червленом и зеленом поле, над выщербленной лазоревой оконечностью, широко окаймленной серебром, – золотая карета, кузов которой имеет вид лиры с раздвоенными рогами и о трех струнах, а два видимых колеса имеют спицы только в верхних крайних четвертях; карета сопровождена во главе в червлени княжеской шапкой, а в зелени по сторонам двумя серебряными повышенными елями без корней».
Обоснование символики герба:
Герб языком аллегорий символизирует исторические, природные, хозяйственные и иные особенности Жуковского муниципального округа, административный центром которого является город Жуковка.
Поле герба выполнено в зеленом и красном цветах, которые повторяют и символизируют в гербе цвета медали «Партизану Отечественной войны». Жуковский край – один из центров героического партизанского движения в годы Великой Отечественной войны 1941-1945 годов. Многие уроженцы и деятели Жуковского края были удостоены медали «Партизану Отечественной войны». Партизанский отряд «За Родину» был создан на Жуковской земле по инициативе подпольной группы коммунистов станции Белоглавая. 1 мая были разгромлены немецкие гарнизоны в деревнях Княвичи и Страшевичи, во многих селах была восстановлена советская власть. Бригада «За Родину» разгромила три немецких штаба, 36 вражеских гарнизонов, взорвала 4 железнодорожных моста, пустила под откос 81 вражеский эшелон, уничтожила более 6 тысяч немецких солдат и офицеров. Это героические страницы истории края.
Жуковка расположена на левом берегу реки Десна, самого длинного притока Днепра. С древних времен Десна являлась важным транспортным путем, водной артерией, житницей и здравницей региона. Десну в гербе символизирует волнообразная фигура – бело-синий пояс в нижней части герба.
Две ели в гербе символизируют расположение Жуковки в окружении русских лесов. Жуковский лесной массив – один из самых богатых в Брянской области. Широкое распространение сосновых пород сопровождает огромное биоразнообразие Жуковского края – лоси, бобры, кабаны, дятлы и т.д. Кроме того, местные леса это центр знаменитого партизанского движения в годы Великой Отечественной войны.
Главная фигура – геральдическая карета, выполненная на подобие велосипеда, которая символизирует Жуковский веломотозавод – самое большое, наиболее знаменитое и старейшее промышленное производство различных транспортных средств. Велосипедоподобная карета, а также колеса, одновременно, символизируют очень выгодное транспортно-географическое расположение Жуковки и муниципального округа. По территории Жуковского муниципального округа прошли старый Рославльский тракт (шоссе Брянск-Смоленск) и Орловско-Витебская, позднее Риго-Орловская, железная дорога, на которой и возник пристанционный поселок Жуковка, основа современного муниципального образования.
Лира в геральдике – традиционный символ особой исторической значимости и высокого развития культуры. Расположенное на территории Жуковского муниципального округа село Овстуг – малая родина великого русского поэта-мыслителя, лирика, публициста, переводчика, дипломата и государственного деятеля Федора Ивановича Тютчева. С 1961 года в Овстуге проводятся ежегодные Тютчевские праздники, являющиеся международным мероприятием. Кроме того, Жуковка и весь округ славятся своими современными уроженцами – литераторами и художниками.
Княжеская корона – символ древнейшей истории Жуковской земли. На территории Жуковского муниципального округа располагался древнерусский город Вщиж, с XI века центр удельного княжества в составе Черниговской земли, в настоящее время село. Удельное Вщижское княжество XII-XIII вв. – первое и самое древнее историческое административно-территориальное образование на территории Брянской области. О летописном Вщиже в XIX веке писал известный историк Н.М. Карамзин в своем труде «История Государства Российского». Сейчас археологический памятник «Городище Вщиж», расположенный на территории Жуковского района, является объектом культурного наследия федерального значения.
Внещитовой элемент: расположенная над щитом муниципальная корона установленного вида символизирует административный статус муниципального образования – как муниципального округа.
Примененные в гербе цвета в геральдике символизируют:
- Зелень (зеленый цвет) – цвет весны, надежды, природы и лесов.
- Червлень (красный цвет) – символ мужества, отваги, храбрости, стойкости, жизненной силы и красоты.
- Серебро (белый цвет) – символ совершенства, благородства, чистоты, веры, мира.
- Лазурь (синий, голубой цвет) символизирует возвышенные устремления, искренность и добродетель, также это цвет водных объектов и чистого неба.
- Золото (желтый цвет) – символ высшей ценности, прочности, силы, великодушия.

Описание флага Жуковского муниципального округа:
«Прямоугольное полотнище с отношением ширины к длине 2:3, состоящее из зеленой, красной и зеленой равновеликих вертикальных полос, на которых воспроизведена композиция фигур из герба муниципального образования с заменой геральдических золота, серебра, лазури и червлени желтым, белым, голубым и красным цветами».
Оборотная сторона флага является зеркальным отображением его лицевой стороны. Флаг составлен на основе герба муниципального образования и повторяет его символику.

## Достопримечательности
Овстуг
- Музей-усадьба поэта Фёдора Ивановича Тютчева
- Памятник Поэту
- Церковь
- Парк XVIII—XIX века

Вщиж — древнейшее село района
- Многочисленные курганы
- Церковь-музей

Матрёновка — была сожжена фашистами за связь местных жителей с партизанами
- Музей
- Памятник жертвам фашизма

Неготино — старинное живописное село
- Водяная мельница (реконструкция)

Фошня — ранее волостной центр, крупное село, сегодня — небольшая деревня
- Святой источник
- Часовня